# Khaled Aziz
Khaled Aziz al-Thaker (in arabo خالد عزيز الذاكر‎?; Riad, 14 luglio 1981) è un ex calciatore saudita, di ruolo centrocampista.

## Carriera

### Nazionale
Ha partecipato con la nazionale saudita ai Mondiali 2006.